# Chołm-Żyrkowskij
Chołm-Żyrkowskij – osiedle typu miejskiego w Rosji, położone w obwodzie smoleńskim w rejonie chołmskim 130 km od Smoleńska, 3,5 tys. mieszkańców (2010). Posiada status osiedla typu miejskiego od 1971 roku.